# جانوس كيس
جانوس كيس (بالمجرية: Kiss János)‏ هو عسكري مجري، ولد في 24 مارس 1883 في Sângeorgiu de Pădure ‏ في رومانيا، وتوفي في 8 ديسمبر 1944 في بودابست في المجر.